# 비카인드 리와인드
《비카인드 리와인드》(Be Kind Rewind)는 프랑스 출신으로 미국에서 활동하는 미셸 공드리 감독의 작품으로 2008년 1월 선댄스 영화제에서 처음 상영되었다. 이 영화에서 공드리 감독이 지어낸 “스웨덴식” 영화라는 신조어와 발상이 이후 미국에서 널리 퍼져 그런 식으로 만들어진 많은 비디오와 영화들이 유튜브 등에 올라와 있다.

## 줄거리
플레쳐(대니 글로버 분)는 뉴저지주 파사익에서 "비카인드 리와인드"라는 비디오 대여점을 운영한다. DVD 시대에 VHS 테이프를 대여하니 장사가 잘 안 되는 판에, 도시 재개발에 걸려서 자기 비용으로 건물을 개수하지 못하면 철거될 운명이다.
플레쳐는 며칠 여행을 떠나면서 점원 마이크(모스 데프)에게 가게를 맡긴다. 단, 편집증 증상이 있는 정신없는 친구 제리(잭 블랙)를 들락거리게 하지 말라고 엄명을 내린다. 제리는 발전소 때문에 자기 뇌가 녹고 있다는 생각에 발전소를 고장내러 갔다가 감전되는데, 이튿날 가게에 들르는 바람에 모든 VHS 테이프들이 지워지고 만다. 마이크가 사고를 알아차리자 마자 플레쳐의 친구 팔레비츠(미아 패로) 부인이 <고스트버스터> 테이프를 찾는다. 가게에 난 사고가 플레쳐에게 알려질까봐 두려운 마이크는 팔레비츠가 그 영화를 본 적이 없다는 점을 이용해서 제리와 자기가 직접 연기하고 싸구려 특수효과를 활용해서 팔레비치를 속이기로 꾀를 낸다. 가짜 <고스트버스터>를 겨우 완성해서 대여하자마자, 다른 고객이 찾아와 <러시아워 2>를 찾고, 마이크와 제리는 이웃 여인 알마(멜로니 디아즈)까지 동원해서 다시 한 번 가짜 영화를 만든다.
이들이 대여한 영화가 재밌다고 소문이 나고 전보다 고객이 늘어나면서 왜 비디오 하나 빌리는데 그렇게 오래 기다려야 하느냐는 불평이 고조되자, 마이크와 제리와 알마는 이 영화들이 스웨덴에서 수입돼서 그렇다고 주장하면서 대여비도 더 높게 받는다. 고객이 늘어나자 마이크는 이웃 주민들을 캐스팅해서 배역들을 맡긴다.
귀가한 플레쳐는 장사가 잘 되고 있음을 알고, 자기도 적극적으로 이 "스웨덴식" 영화 만들어-대여하기 사업을 지지하고 이끈다. 그러나 법원에서 집행관들(시고니 위버, 폴 디넬로)이 나와서 저작권 침해를 문제삼으며 가게 동산을 압류하고, 가짜 영화들은 모두 증기롤러에 깔아 부숴버린다. 건물개수에 들어갈 비용을 마련할 길이 사라진 플레쳐는 철거를 받아들이고, 그 건물이 재즈 피아니스트 패츠 왈러의 출생지라는 소리는 거짓말이었다고 마이크에게 털어놓는다. 철거반이 일주일 후에 작업한다는 통고가 온다.
이웃 주민들과 제리는 플레쳐를 설득해서 마지막으로 패츠 왈러의 일생을 스웨덴식으로 만들어보기로 한다. 철거가 예정된 당일, 플레쳐는 그 영화를 감상하도록 마을사람들을 가게로 초청한다. 그 와중에 제리는 실수로 가게의 TV를 망가뜨리고, 이웃 DVD 대여점 주인이 빔프로젝터를 빌려준다. 가게 유리창에 흰 천을 붙인 스크린 위에 영화가 상영되는데, 관람을 끝내고 가게 문을 열자 유리창 반대편을 통해 시 공무원들과 철거반원들을 포함한 수많은 사람들이 영화를 함께 봤음이 밝혀진다. 모든 관객들의 박수갈채와 함께 영화가 끝난다.

## 스웨덴식 동영상 수칙
공드리 감독에게서 영감을 받아 많은 스웨덴식 동영상들이 제작되었다. 그렇게 동영상을 제작하는 일을 스웨덴식 제작(sweding), 그렇게 만들어진 영화를 스웨덴식(sweded)이라고 부르는 신어가 널리 사용되고 있다. 스웨덴식 동영상의 수칙은 아래와 같다.
1. 기존에 나온 영화가 바탕이 되어야 한다.
2. 길이는 2분에서 8분을 넘지 않는다.
3. 컴퓨터 그래픽은 사용하지 않는다.
4. 35년 이상 오래전 영화는 이용하지 않는다.
5. 특수효과는 카메라 조작, 손재주와 예술감각에만 의존한다.
6. 음향효과는 사람이 직접 만드는 소리만 이용한다.
7. 재밌어야 한다.

## 출연
- 잭 블랙 - 제리 맥클린
- 모스 데프 - 마이크 쿨웰
- 대니 글로버 - 플레처
- 미아 패로우 - 페일위즈
- 멜로니 디아스 - 알마 사이크스
- 알제이 스미스 - 마니
- 퀸튼 애런 - Q
- 챈들러 파커 - 크레이그
- P. J. 번 - 베이커
- 맷 월시 - 줄리언 경관
- 폴 디넬로 - 루니
- 시고니 위버 - 로슨
- 마커스 칼 프랭클린 - 소년 #1